# Kwesi Appiah
Kwesi Appiah (* 12. August 1990 in London) ist ein ghanaischer Fußballspieler. Seine Position ist überwiegend die des Stürmers. Er hat sowohl die britische als auch die ghanaische Staatsbürgerschaft.

## Karriere

### Ebbsfleet United
Kwesi Appiah wurde im Londoner Stadtteil Camberwell als Sohn eines ghanaischen Vaters und einer englischen Mutter geboren. Er entstammt dem Nachwuchsprogramm des Vereins Ebbsfleet United und wurde im August 2008 in die erste Mannschaft befördert. Sein erstes Tor erzielte er am 20. September 2008, als er mit seinem ersten Ballkontakt nach seiner Einwechslung gegen den FC Woking traf.
Im Oktober 2008 blieb Appiah unentschuldigt dem Training fern und kehrte nicht zum Verein zurück.

### Peterborough United
Sein Verschwinden wurde Ende Oktober erklärt, als Drittligist Peterborough United die Verpflichtung Appiahs bekannt gab. Er unterschrieb einen Vertrag mit einer Laufzeit von dreieinhalb Jahren. Der Wechsel sorgte für Aufsehen, da der Klub ihn angeblich unter Missachtung der Regularien verpflichtet hatte. Der englische Fußballverband wurde eingeschaltet, stellte jedoch am 15. Dezember fest, dass ein Verstoß nicht nachgewiesen werden konnte.
Im Februar 2009 wurde Appiah an den Conference-Klub FC Weymouth verliehen und debütierte bei einer 0:2-Niederlage gegen York City. Nach einer Bänderverletzung am Sprunggelenk, die ihn gegen Altrincham außer Gefecht setzte, kehrte er gegen Burton Albion zurück (0:5). Am 20. März endete sein Leihaufenthalt.
Später spielte er für den Siebtligisten FC King's Lynn, wo er in zehn Spielen neun Tore erzielte – darunter ein Hattrick beim 11:0-Sieg gegen Durham City. Die Leihe endete abrupt, als der Klub im November 2009 aufgelöst wurde und alle Saisonergebnisse annulliert wurden.
Am 19. Januar 2010 wechselte Appiah auf Leihbasis zu Kettering Town.

### Rückkehr in den Amateurbereich
Für die Saison 2010/11 schloss sich Appiah dem Fünftligisten Brackley Town an. Am 25. Juli 2011 unterschrieb er einen Zweijahresvertrag beim Isthmian-League-Klub FC Margate. Nach starken Leistungen mit 35 Toren in 34 Spielen wurde er mit mehreren Profiklubs in Verbindung gebracht. Am 16. Januar 2012 gab er bekannt, dass Margate ein Angebot von Blackpool akzeptiert habe – letztlich sagte er den Wechsel jedoch ab, da er lieber in London bleiben wollte.

### Crystal Palace
Am 31. Januar 2012 unterschrieb Appiah seinen zweiten Profivertrag – diesmal beim Zweitligisten Crystal Palace.
Am 28. Januar 2013 wurde er für einen Monat an Yeovil Town in die League One verliehen. Sein Debüt gab er beim 2:1-Sieg gegen die Milton Keynes Dons, als er für Matthew Dolan eingewechselt wurde.
Am 13. September 2013 folgte eine Leihe zu Cambridge United. Dort erzielte er mehrere Tore, unter anderem beim 3:0 gegen den FC Nuneaton Town sowie in den darauffolgenden Spielen gegen Wrexham, Hereford United, FC Salisbury City (2 Tore), Aldershot Town, FC Barnet (2 Tore) und Macclesfield Town (2 Tore). Aufgrund seiner Leistungen wollte Trainer Richard Money ihn in der Winterpause erneut verpflichten.
Am 21. Januar 2014 wechselte Appiah auf Leihbasis zu Notts County.
Am 27. März 2014 wurde er bis zum Saisonende an AFC Wimbledon ausgeliehen. Sein erstes Tor erzielte er in einem 2:2-Unentschieden gegen Newport County.
Am 9. Juli 2014 kehrte Appiah für eine sechsmonatige Leihe zu Cambridge United zurück. Er erzielte sechs Tore in 19 Ligaspielen und war mit weiteren Treffern im FA Cup gegen Fleetwood Town und Mansfield Town maßgeblich am Einzug in die vierte Runde beteiligt – wo Cambridge zweimal gegen Manchester United antrat.
Am 26. März 2015 wechselte Appiah per Leihe zum FC Reading. Während eines Trainingslagers mit der ghanaischen Nationalmannschaft erlitt er am 7. Juni 2015 einen Kreuzbandriss. Am 29. März 2017 wurde eine Leihe bis Ende Juni an den norwegischen Erstligisten Viking Stavanger bekanntgegeben.

### AFC Wimbledon
Am 31. Mai 2017 kehrte Appiah fest zu AFC Wimbledon zurück, diesmal mit einem festen Vertrag. Sein erstes Tor erzielte er am 26. August 2017 beim 2:0-Sieg über die Doncaster Rovers. Im Juni 2020 wurde er nach Ablauf seines Vertrags freigestellt.

### NorthEast United
Am 14. Oktober 2020 unterschrieb Appiah einen Einjahresvertrag beim indischen Erstligisten NorthEast United FC in der Indian Super League.

### Crawley Town
Am 16. August 2021 wechselte Appiah zu Crawley Town in die League Two. Der Vertrag lief zunächst über ein Jahr mit Option auf Verlängerung.
Am 1. September 2022 wurde er bis Saisonende an Colchester United verliehen, bevor er am 2. Juli 2023 Crawley Town nach einer einvernehmlichen Vertragsauflösung verließ.

### Boreham Wood
Am 14. Juli 2023 unterschrieb Appiah einen Zweijahresvertrag beim FC Boreham Wood.

## Nationalmannschaft
Am 24. Dezember 2014 wurde Appiah in den 31-köpfigen vorläufigen Kader Ghanas für den Afrika-Cup 2015 berufen. Er gab sein Debüt beim 2:1-Sieg Ghanas gegen Südafrika am 27. Januar 2015 und erzielte beim Viertelfinalsieg gegen Guinea sein erstes Länderspieltor.